# Anna Maria Hall

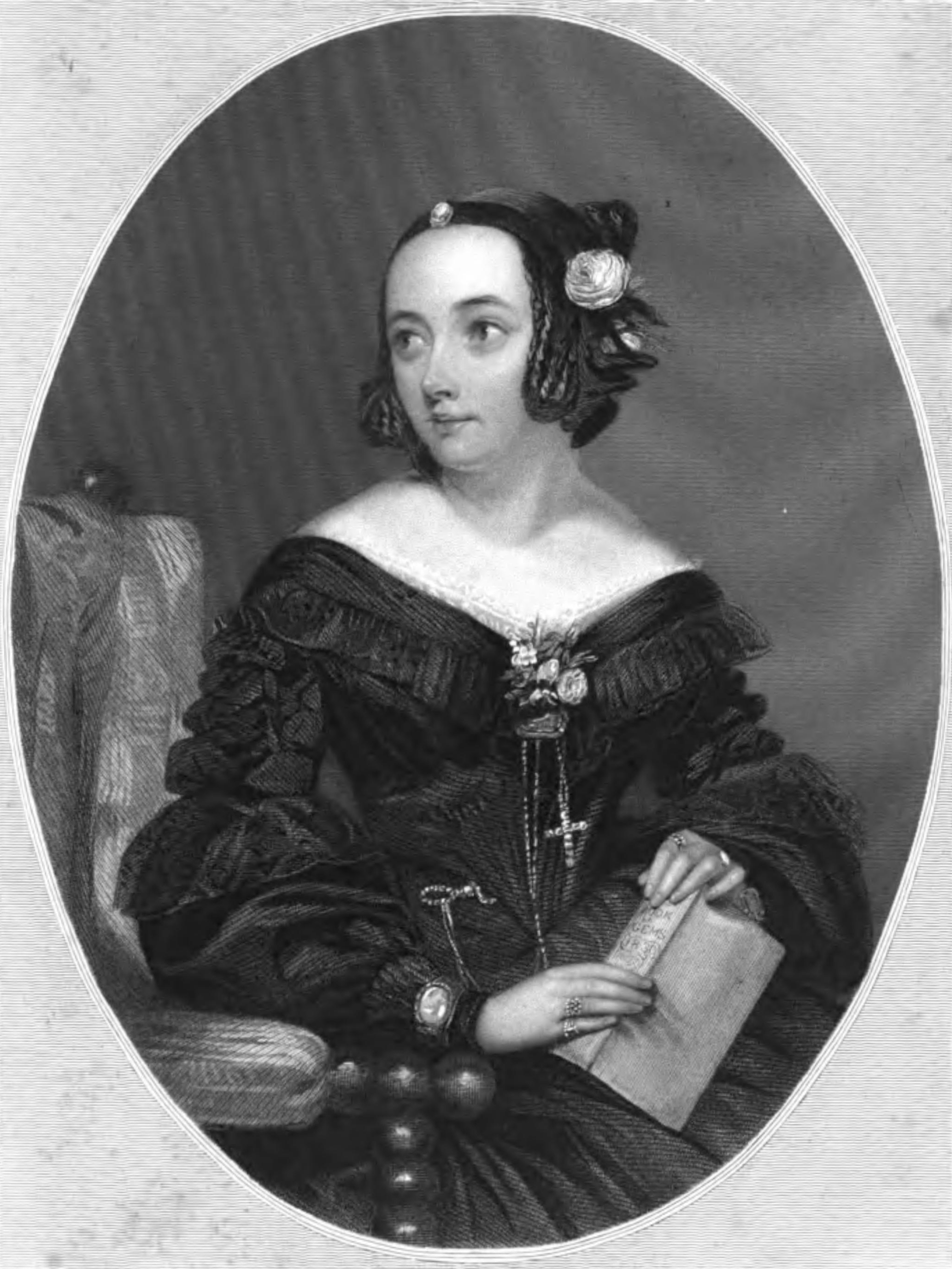
Anna Maria Hall

Anna Maria Hall (* 6. Januar 1800 in Dublin; † 30. Januar 1881 in Devon Lodge, East Moulsey) war eine irisch-britische Romanautorin und Schriftstellerin.

## Leben
Hall, geborene Fielding. Sie wurde in der Anne Street in Dublin geboren, zog jedoch mit ihrer verwitweten Mutter, Sarah Elizabeth Fielding († 20. Januar 1856) zu deren Stiefvater George Carr Esq. of Graigie († 1823) in die Grafschaft Wexford, wo sie bis zu ihrem 15. Lebensjahr lebte. Ihr Großvater mütterlicherseits war nach der Aufhebung des Edikts von Nantes als Flüchtling aus Frankreich nach England gekommen und hatte eine Seidenfabrik in Spitalfields gegründet. Er wurde bei den Unruhen um Lord George Gordon 1780 getötet. Daher war sie von französisch-schweizerischer Herkunft. Zahlreiche ihrer frühen Geschichten spielten sich auf der Halbinsel Bannow ab, auf der sie aufgewachsen war. 1815 kam sie gemeinsam mit ihrer Mutter und ihrem Stiefvater nach England und ließen sich in London nieder. Carr betrachtete sie als Adoptivtochter und hatte sie als Erbin einsetzen wollen, doch hatte er kein entsprechendes Testament verfasst und so viel das Vermögen an seinen Neffen.
Am 20. September 1824 heiratete sie den Journalisten und Schriftsteller Samuel Carter Hall einen Sohn von Robert Hall und dessen Frau Ann (geborene Kent). Er war 1821 nach London gekommen, wo er Rechtswissenschaften studiert hatte, dies jedoch nie praktizierte. Sie lebten zunächst in Chelsea, wo ihre Tochter Mary Louisa geboren wurde, die jedoch im Säuglingsalter starb. Im Jahr 1826 zog ihre Mutter bis zu ihrem Tod mit in ihr Haus am Ashley Place Nr. 21 in London. Halls erstes literarisches Werk war eine irische Skizze mit dem Titel Master Ben, die im Januar 1829 in The Spirit and Manners of the Age abgedruckt wurde. Es folgten weitere Geschichten, die 1829 in einem Sammelband mit dem Titel Sketches of Irish Character herausgegeben wurden. 1830 veröffentlichte sie Chronicles of a School-Room, eine kleine Sammlung einfacher Geschichten für Kinder. Nach weiteren Kinderbüchern folgte mit The buccaneer 1832 ein Roman über Oliver Cromwell und die Zustände Englands zur Zeit der Republik. In The outlaw. beschrieb sie 1835 Ereignisse aus dem Kampf des papistischen Jakob II. mit Wilhelm von Oranien, und in Uncle Horace über einen Kaufmann. Ihre Bücher wurden unter der Autorenbezeichnung Mrs. S. C. Hall herausgegeben.

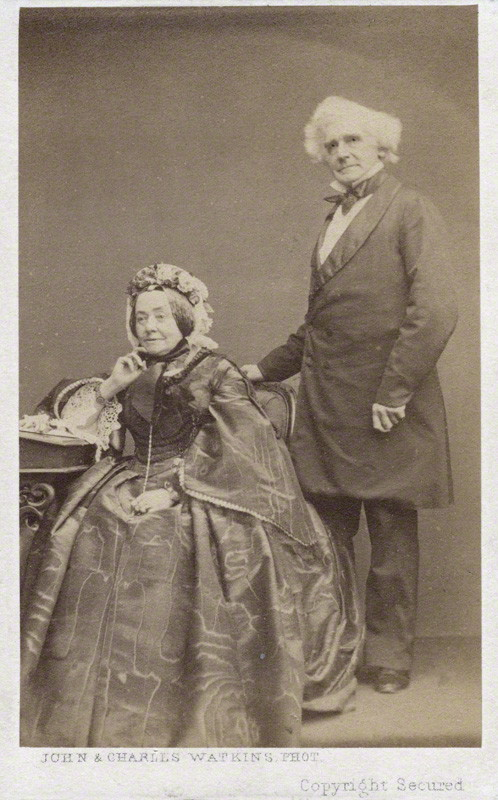
Anna Maria Hall und Samuel Carter Hall

Für das von ihrem Mann herausgegebene New Monthly Magazine veröffentlichte sie zahlreiche Artikel, die 1836 als Lights and shadows of Irish life in 3 Bände in London verlegt wurden. Ihr Drama Who’s Who? das sich im Original im Besitz des Schauspielers Tyrone Power befand, ging 1841 verloren als dieser sich als Passagier des britischen Dampfers President befand, der am 11. März 1841 New York verlassen hatte und auf dem Weg über den Atlantik spurlos verschwand.
In den Jahren 1862 bis 1863 war sie Herausgeberin des St. James’s Magazines. Sie verfasste zudem Beiträge für Zeitschriften wie das Chambers’s Edinburgh Journal. Eines ihrer letzten Werke war Boons and Blessings aus dem Jahr 1875, das sie dem Earl of Shaftesbury widmete.
Seit dem 10. Dezember 1868 erhielt sie eine jährliche Zivilrente von 100 Pfund. Hall war auch für ihr Engagement im Bereich der Wohltätigkeit bekannt. Sie war maßgeblich an der Gründung des „Hospital for Consumption“ in Brompton, des „Governesses’ Institute“, des „Home for Decayed Gentlewomen“ und des „Nightingale Fund“ beteiligt und setzte sich für die Abstinenzbewegung und für Frauenrechte ein. Am 20. September 1874 beging sie mit ihrem Ehemann ihren fünfzigsten Hochzeitstag. Sie starb 1881 in Devon Lodge, East Moulsey, und wurde am 5. Februar auf dem Friedhof von Addlestone begraben.

## Werke (Auswahl)
- Tales of woman’s trials. London 1834 (Auflage von archive.org).
- Marian, or a young maid’s fortune. London 1840.
- The white boy. London 1845.
- Midsummer eve, a fairy tale of love. C.S. Francis & Co., London 1848 (archive.org).
- A woman’s story. 3 Bände, Hurst and Blackett, London 1857 (archive.org, archive.org, archive.org).
- Can wrong be right? . London 1862.
- The fight of faith. London 1869.
- Annie Leslie, and other stories. London 1877.

Theaterstücke
- The French Refugee, 1836 im St. James’s Theatre uraufgeführt.
- Mabel’s Curse Drama in 2 Akten, Uraufführung am 27. März 1837 im St. James’s Theatre mit John Pritt Harley (1786–1858) in der Hauptrolle (archive.org).

In Gemeinschaft mit ihrem Ehemann
- A Week at Killarney. London 1843.
- Ireland, its Scenery, Characters, &c. 3 Bände, London 1841–1843.
- Handbooks for Ireland. London 1853.
- The Book of the Thames. London 1859.
- The Book of South Wales. London 1861.
- A Companion to Killarney. London 1878.

Werke in deutscher Übersetzung
- Irländische Erzählungen. Hellraeth, Rees 1841 (Aus dem Englischen übersetzt von Tinette Homberg).